# Fleet Air
A Fleet Air International Vecsésen működő magyar teherfuvarozó légitársaság, melynek bázisrepülőtere a Győr-Pér Repülőtér.

## Története
2007-ben alapították, és ugyanabban az évben kezdte meg működését két Saab 340-nel. Időközben a légitársaság flottája kibővült és charterjáratok üzemeltetésével is foglalkozni kezdett. Nagy értékű és veszélyes áru, repülőgép alkatrészek, autóipari és sürgős szállítmányok célba juttatása a fő területük.

## Flotta
A legutolsó információk szerint a flotta összesen 10 repülőgépből.
| Repülőgép | Darabszám | Megjegyzés    |
| --------- | --------- | ------------- |
| Saab 340  | 3         | Eladva.       |
| ATR 42    | 2         | Szolgálatban. |
| ATR 72    | 8         | Szolgálatban. |

## Fordítás
- Ez a szócikk részben vagy egészben  a   Fleet Air International című német Wikipédia-szócikk ezen változatának fordításán alapul.  Az eredeti cikk szerkesztőit annak laptörténete sorolja fel. Ez a jelzés csupán a megfogalmazás eredetét és a szerzői jogokat jelzi, nem szolgál a cikkben szereplő információk forrásmegjelöléseként.